# Ōoka Shōhei

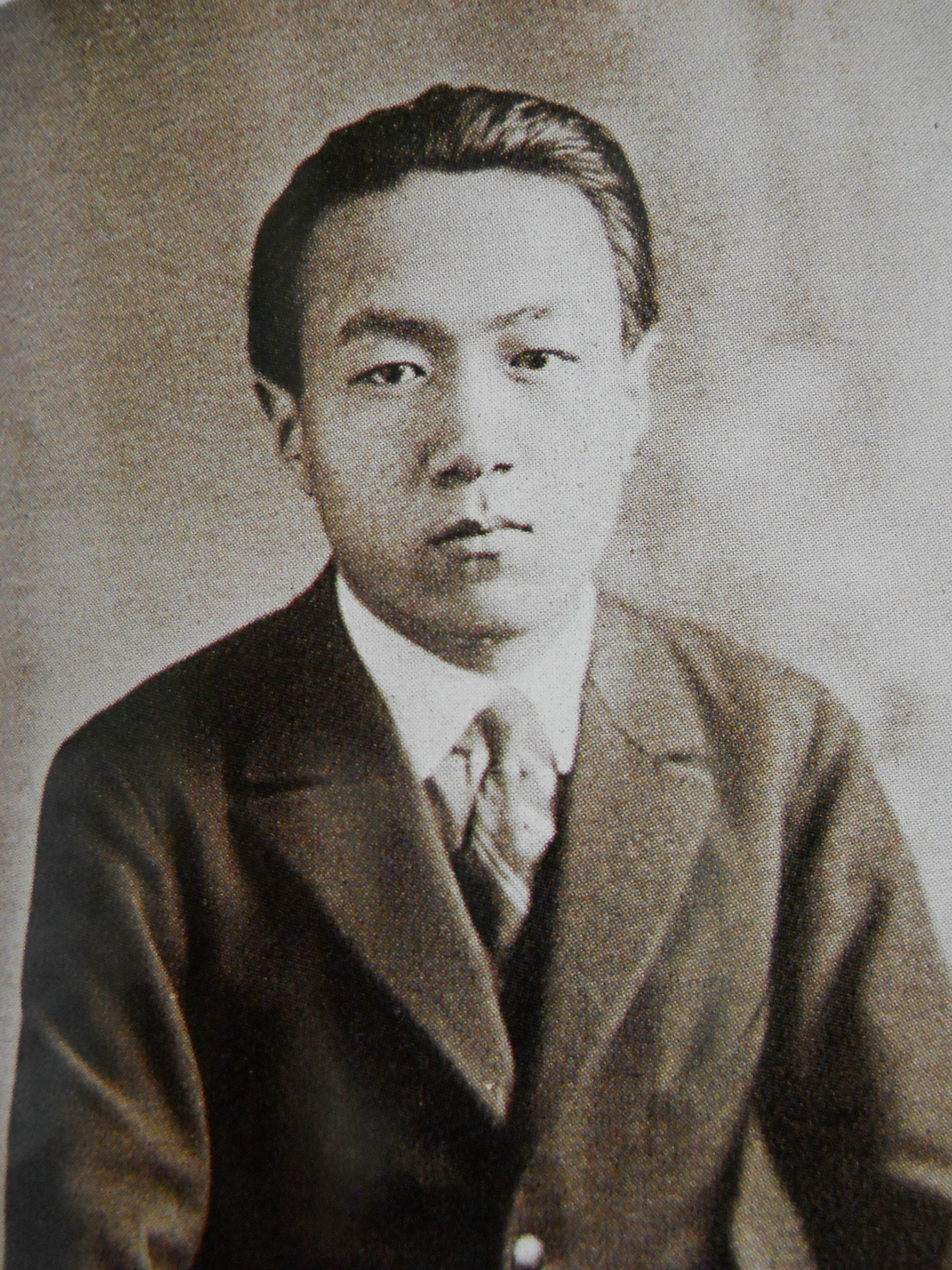
Ōoka Shōhei

Ōoka Shōhei (japanisch 大岡 昇平; * 6. März 1909 in Ushigome, Stadt Tokio (heute: Shinjuku, Tokio); † 25. Dezember 1988 in Tokio) war ein japanischer Schriftsteller.

## Leben
Ōoka erlernte in der Seijō-Oberschule die französische Sprache und hatte schon früh Kontakt zur japanischen Literaturszene, so zu den Kritikern Kobayashi Hideo und Kawakami Tetsutarō und dem Lyriker Nakahara Chūya.
Nach dem Literaturstudium an der Kaiserlichen Universität Kyoto war er ein Jahr lang Mitarbeiter der Zeitung Kokumin Shimbun. 1938 wurde er Übersetzer bei der Französisch-japanischen Gesellschaft in Kobe. Daneben widmete er sich der Übersetzung der Werke Stendhals ins Japanische.
1944 wurde er in die kaiserliche Armee eingezogen und nach Mindoro (Philippinen) an die Front geschickt. Dort kam er Anfang 1945 in amerikanische Kriegsgefangenschaft. Auf Anregung von Kobayashi Hideo verarbeitete er seine Erfahrungen in der Kriegsgefangenschaft in dem Roman Furyoki (俘虜記), für den er mit dem Yokomitsu-Riichi-Preis ausgezeichnet wurde.
Ōoka veröffentlichte weitere Romane, darunter Musashino Fujin (武蔵野夫人), Hanakage (花影), 1960 mit dem Mainichi-Kulturpreis ausgezeichnet, und am bekanntesten Nobi (野火), außerdem Biografien der Schriftsteller Nakahara Chūya und Tominaga Tarō und eine Darstellung der Schlacht um Leyte (1967–69), für die er 1971 den Mainichi-Kunstpreis erhielt.
Nobi wurde auf Deutsch als Feuer im Grasland (Goverts, Stuttgart 1959, übersetzt von Oscar Benl, und später im Insel-Verlag, Frankfurt am Main 1994, ISBN 3-458-16603-3, überarbeitet von G. S. Dombrady und Matthias Hopp und versehen mit einem Nachwort von Irmela Hijiya-Kirschnereit) veröffentlicht.
Ōoka wurde 1975 für seinen Beitrag zur Nachkriegsliteratur und für die Fertigstellung der Gesamtausgabe seiner Werke mit dem Asahi-Preis ausgezeichnet.